# تشاك كيندر
تشاك كيندر (بالإنجليزية: Chuck Kinder)‏ (8 أكتوبر 1946 - 3 مايو 2019)؛ روائي أمريكي.